# Кана (Гунма)
Кана (神流町 Kanna-machi) је варош у Јапану у префектури Гунма. Према попису становништва из 2015. у вароши је живело 2.007 становника.

## Становништво
Према подацима са пописа, у граду је 2015. године живело 2.007 становника.